# Ricardo Manuel Fernandes
Ricardo Fernandes (n. 14 ianuarie 1982, Guimarães, Portugalia) este un jucător portughez de fotbal, în prezent legitimat la Rio Ave FC. A evoluat între 2008 și 2010 la echipa Rapid București în Liga I.